# Copa de Campeones de la Concacaf 1962
La Copa de Campeones de 1962 fue la primera edición de la Copa de Campeones de la Concacaf, torneo de fútbol a nivel de clubes más importante de Norteamérica, Centroamérica y el Caribe. El torneo comenzó el 25 de marzo de 1962 y culminó el 21 de agosto de 1962. 
El campeón fue Guadalajara de México, luego de vencer a Comunicaciones de Guatemala en las finales, con una victoria de 1-0 en el partido de ida y un 5-0 en la revancha. Por este título, se clasificó a la segunda ronda de la Copa de Campeones de la Concacaf 1963

## Equipos participantes
| País                         | Club                            | Vía de clasificación                                                                                      |
| ---------------------------- | ------------------------------- | --- |
| Costa Rica · 2 cupos         | C.S. Herediano L.D. Alajuelense | Campeón del Campeonato de Fútbol de Costa Rica 1961 Asofutbol Campeón del Campeonato Centroamericano 1961 |
| México 1 cupo                | C.D. Guadalajara                | Campeón de la Primera División de México 1961-62                                                          |
| Guatemala · 1 cupo           | C.S.D. Comunicaciones           | Campeón del Liga Nacional de Guatemala 1959-60                                                            |
| Antillas Neerlandesas 1 cupo | RKV FC Sithoc                   | Campeón del Campeonato de las Antillas Neerlandesas 1961                                                  |
| Honduras 1 cupo              | C.D. Olimpia                    | Campeón de la Liga Amateur de Honduras 1960-61                                                            |
| Haití 1 cupo                 | Etoile Haïtienne                | Campeón del Campeonato Haitiano de Fútbol 1961                                                            |
| El Salvador · 1 cupo         | C.D. Águila                     | Campeón de la Campeonato salvadoreño 1960-61                                                              |

## Primera ronda
| 25 de marzo de 1962                                                                         | Águila   | 1:1 (1:1) | Comunicaciones | Estadio Flor Blanca, San Salvador |                                 |
|                                                                                             | Soto 40' |           | Palomo 7'      | Asistencia: 15 000 espectadores   | Asistencia: 15 000 espectadores |
| Guillermo Palomo marcó el primer gol en la historia de la Copa de Campeones de la Concacaf. |          |           |                |                                   |                                 |

| 1 de abril de 1962 | Comunicaciones      | 1:0 (1:0) (Global 2:1) | Águila | Estadio Mateo Flores, Ciudad de Guatemala |                                 |
|                    | López Contreras 16' |                        |        | Asistencia: 12 000 espectadores           | Asistencia: 12 000 espectadores |

| 1 de abril de 1962 | Olimpia | 0:1 (0:1) | Alajuelense  | Estadio Nacional, Tegucigalpa |  |
|                    |         |           | Alvarado 30' |                               |  |

| 8 de abril de 1962 | Alajuelense  | 1:1 (1:0) (Global 2:1) | Olimpia   | Estadio de Alajuela, Alajuela                             |                                                           |
|                    | Alvarado 41' |                        | Suazo 54' | Asistencia: 15 000 espectadores Árbitro(s): Ramón Asmitia | Asistencia: 15 000 espectadores Árbitro(s): Ramón Asmitia |

| 8 de abril de 1962 | Etoile Haïtienne             | 3:2 (2:0) | Sithoc                     | Parc Leconte, Puerto Príncipe   |                                 |
|                    | Pierre 8' 35' · Delpeche 59' |           | Thieman 60' · Valeriam 81' | Asistencia: 19 000 espectadores | Asistencia: 19 000 espectadores |

| 14 de abril de 1962 | Sithoc                 | 6:0 (Global 8:3) | Etoile Haïtienne | Stadion Willemstad, Willemstad |                                |
|                     | Sillie · Desconocido/s |                  |                  | Asistencia: 8 000 espectadores | Asistencia: 8 000 espectadores |

## Segunda ronda
| 15 de abril de 1962                                        | Comunicaciones              | 3:1 (1:0) | Alajuelense  | Estadio Mateo Flores, Ciudad de Guatemala |                            |
|                                                            | Peña 7' 50' · Pericullo 51' |           | Alvarado 80' | Árbitro(s): Ricardo Méndez                | Árbitro(s): Ricardo Méndez |
| Hugo Peña marcó el primer doblete en la Copa de Campeones. |                             |           |              |                                           |                            |

| 29 de abril de 1962                                                                | Alajuelense          | 3:2 (1:1) (Global 4:5) | Comunicaciones                    | Estadio de Alajuela, Alajuela |                               |
|                                                                                    | Alvarado 22' 72' 78' |                        | Pensamiento 20' · Peña 70' (pen.) | Árbitro(s): Miguel Santa Cruz | Árbitro(s): Miguel Santa Cruz |
| Guido Alvarado anotó el primer 'hat trick' en la historia de la Copa de Campeones. |                      |                        |                                   |                               |                               |

| 29 de abril de 1962, 12:00 | Guadalajara   | 2:0 (2:0) | Herediano | Estadio Jalisco, Guadalajara                               |                                                            |
|                            | Reyes 28' 33' |           |           | Asistencia: 20 000 espectadores Árbitro(s): Rómulo Estrada | Asistencia: 20 000 espectadores Árbitro(s): Rómulo Estrada |

| 13 de mayo de 1962 | Herediano | 0:3 (0:3) (Global 0:5) | Guadalajara                           | Estadio Nacional, San José                                |                                                           |
|                    |           |                        | Valdivia 18' · Barba 29' · Flores 31' | Asistencia: 10 000 espectadores Árbitro(s): Rito Martínez | Asistencia: 10 000 espectadores Árbitro(s): Rito Martínez |

## Ronda final
- Guadalajara
- Comunicaciones
- Sithoc

### Semifinal
| 15 de julio de 1962 | Comunicaciones             | 2:0 (2:0) | Sithoc | Estadio Mateo Flores, Ciudad de Guatemala |                                 |
|                     | Pericullo 8' · Masella 43' |           |        | Asistencia: 30 000 espectadores           | Asistencia: 30 000 espectadores |

| 22 de julio de 1962 | Sithoc         | 1:1 (0:1) (Global 1:3) | Comunicaciones | Estadio Mateo Flores, Ciudad de Guatemala |  |
|                     | Comenencia 65' |                        | Peña 29'       |                                           |  |

### Final

#### Ida
| 29 de julio de 1962 | Comunicaciones | 0:1 (0:1) | Guadalajara  | Estadio Mateo Flores, Ciudad de Guatemala |                                 |
|                     |                | Reporte   | Valdivia 43' | Asistencia: 50 500 espectadores           | Asistencia: 50 500 espectadores |

|            | POR        | Guillermo Gamboa          |  |
|            | DEF        | Roberto Zúñiga            |  |
|            | DEF        | Carlos Wellman            |  |
|            | DEF        | Jorge Guevara             |  |
|            | MED        | Rocael Castañeda          |  |
|            | MED        | Rodolfo de León           |  |
|            | DEL        | Francisco López Contreras |  |
|            | DEL        | Guillermo Palomo          |  |
|            | DEL        | Hugo Peña                 |  |
|            | DEL        | Obdulio Pensamiento       |  |
|            | DEL        | Augusto Espinoza          |  |
| Entrenador | Entrenador | Rubén Amorín              |  |

|            | POR        | Jaime Gómez         |  |
|            | DEF        | Arturo Chaires      |  |
|            | DEF        | Guillermo Sepúlveda |  |
|            | DEF        | Ignacio Salas       |  |
|            | MED        | Juan Jasso          |  |
|            | MED        | Javier Valle        |  |
|            | DEL        | Isidoro Díaz        |  |
|            | DEL        | Javier Valdivia     |  |
|            | DEL        | Héctor Hernández    |  |
|            | DEL        | Sabás Ponce         |  |
|            | DEL        | Francisco Jara      |  |
| Entrenador | Entrenador | Javier de la Torre  |  |

|  |

| Anotado | 43' | Javier Valdivia | 0:1 |

| Árbitro | Desconocido |

|            | POR        | Guillermo Gamboa          |  |
|            | DEF        | Roberto Zúñiga            |  |
|            | DEF        | Carlos Wellman            |  |
|            | DEF        | Jorge Guevara             |  |
|            | MED        | Rocael Castañeda          |  |
|            | MED        | Rodolfo de León           |  |
|            | DEL        | Francisco López Contreras |  |
|            | DEL        | Guillermo Palomo          |  |
|            | DEL        | Hugo Peña                 |  |
|            | DEL        | Obdulio Pensamiento       |  |
|            | DEL        | Augusto Espinoza          |  |
| Entrenador | Entrenador | Rubén Amorín              |  |

|            | POR        | Jaime Gómez         |  |
|            | DEF        | Arturo Chaires      |  |
|            | DEF        | Guillermo Sepúlveda |  |
|            | DEF        | Ignacio Salas       |  |
|            | MED        | Juan Jasso          |  |
|            | MED        | Javier Valle        |  |
|            | DEL        | Isidoro Díaz        |  |
|            | DEL        | Javier Valdivia     |  |
|            | DEL        | Héctor Hernández    |  |
|            | DEL        | Sabás Ponce         |  |
|            | DEL        | Francisco Jara      |  |
| Entrenador | Entrenador | Javier de la Torre  |  |

|  |

| Anotado | 43' | Javier Valdivia | 0:1 |

| Árbitro | Desconocido |

#### Vuelta
| 21 de agosto de 1962, 20:30 | Guadalajara                       | 5:0 (2:0) (Global 6:0) | Comunicaciones | Estadio Jalisco, Guadalajara                                   |                                                                |
|                             | Reyes 25' 57' 88' · Jasso 42' 67' | Reporte                |                | Asistencia: 43 000 espectadores Árbitro(s): Víctor Manuel Vela | Asistencia: 43 000 espectadores Árbitro(s): Víctor Manuel Vela |

|            | POR        | Jaime Gómez        |  |
|            | DEF        | Arturo Chaires     |  |
|            | DEF        | Jaime Villegas     |  |
|            | DEF        | Ignacio Salas      |  |
|            | MED        | Juan Jasso         |  |
|            | MED        | Javier Valle       |  |
|            | DEL        | Isidoro Díaz       |  |
|            | DEL        | Salvador Reyes     |  |
|            | DEL        | Héctor Hernández   |  |
|            | DEL        | Sabás Ponce        |  |
|            | DEL        | Francisco Jara     |  |
| Entrenador | Entrenador | Javier de la Torre |  |

|            | POR        | Guillermo Gamboa    |  |
|            | DEF        | Roberto Zúñiga      |  |
|            | DEF        | Carlos Wellman      |  |
|            | DEF        | Mario Ortega        |  |
|            | MED        | Francisco Martínez  |  |
|            | MED        | Jorge Guevara       |  |
|            | DEL        | Fredy Masella       |  |
|            | DEL        | Hugo Peña           |  |
|            | DEL        | Obdulio Pensamiento |  |
|            | DEL        | Gerónimo Pericullo  |  |
|            | DEL        | Augusto Espinoza    |  |
| Entrenador | Entrenador | Rubén Amorín        |  |

| Anotado | 25' | Salvador Reyes | 1:0 |
| Anotado | 42' | Juan Jasso     | 2:0 |
| Anotado | 57' | Salvador Reyes | 3:0 |
| Anotado | 67' | Juan Jasso     | 4:0 |
| Anotado | 88' | Salvador Reyes | 5:0 |

|  |

| Árbitro | Víctor Manuel Vela |

|            | POR        | Jaime Gómez        |  |
|            | DEF        | Arturo Chaires     |  |
|            | DEF        | Jaime Villegas     |  |
|            | DEF        | Ignacio Salas      |  |
|            | MED        | Juan Jasso         |  |
|            | MED        | Javier Valle       |  |
|            | DEL        | Isidoro Díaz       |  |
|            | DEL        | Salvador Reyes     |  |
|            | DEL        | Héctor Hernández   |  |
|            | DEL        | Sabás Ponce        |  |
|            | DEL        | Francisco Jara     |  |
| Entrenador | Entrenador | Javier de la Torre |  |

|            | POR        | Guillermo Gamboa    |  |
|            | DEF        | Roberto Zúñiga      |  |
|            | DEF        | Carlos Wellman      |  |
|            | DEF        | Mario Ortega        |  |
|            | MED        | Francisco Martínez  |  |
|            | MED        | Jorge Guevara       |  |
|            | DEL        | Fredy Masella       |  |
|            | DEL        | Hugo Peña           |  |
|            | DEL        | Obdulio Pensamiento |  |
|            | DEL        | Gerónimo Pericullo  |  |
|            | DEL        | Augusto Espinoza    |  |
| Entrenador | Entrenador | Rubén Amorín        |  |

| Anotado | 25' | Salvador Reyes | 1:0 |
| Anotado | 42' | Juan Jasso     | 2:0 |
| Anotado | 57' | Salvador Reyes | 3:0 |
| Anotado | 67' | Juan Jasso     | 4:0 |
| Anotado | 88' | Salvador Reyes | 5:0 |

|  |

| Árbitro | Víctor Manuel Vela |

| Guadalajara Campeón 1.er título |